# Ripostă ofensivă
Riposta ofensivă este o acțiune ofensivă organizată în cadrul apărării care îi imprimă acesteia un caracter activ. Riposta ofensivă se execută la toate eșaloanele.
În raport cu eșalonul care o execută, riposta ofensivă poate fi:
- contraatac, executat de eșalonul tactic,
- contralovitură, executată de eșaloanele operative,
- contraofensivă, executată de eșaloanele strategice. Contraofensiva reprezintă trecerea de la apărare la ofensiva de mari proporții, cu forțele unuia sau ale mai multor fronturi, în scopul stăvilirii inamicului aflat până atunci în ofensivă.[2]